# Ruta 748 (Costa Rica)
La Ruta 748, oficialmente Ruta Nacional Terciaria 748, es una ruta nacional de Costa Rica ubicada en la provincia de Alajuela.

## Descripción
En la provincia de Alajuela, la ruta atraviesa el cantón de San Carlos (los distritos de  Quesada,  Florencia,  La Palmera).